# Абразивность горных пород
Абразивность горных пород — способность горных пород изнашивать твёрдые тела, контактирующие с ними (детали машин, буровых долот, инструменты и т.д.). Обусловлена в основном прочностью, размерами и формой минеральных зёрен, составляющих породу.

## Общее описание

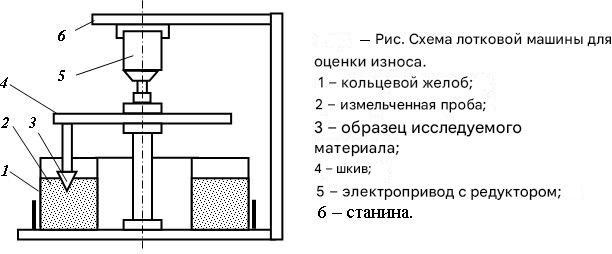
.

Абразивность горных пород оценивают по степени износа штифтов, стержней, металлических колец, трущихся о поверхность пород при бурении или резке, а также по степени истирания пород абразивными материалами. Абразивность горных пород определяется в основном двумя свойствами горной породы — пределом прочности на сжатие отдельных минеральных зёрен (σсж) и коэффициентом хрупкости (Кхр). Поэтому коэффициент абразивности Ка определяют как произведение: Ка = σсж•Кхр. Кроме того, применяют эмпирические методы оценки абразивности. По методике Л. И. Барона и А. В. Кузнецова показатель абразивности горных пород определяют как суммарную потерю массы (в мг) стандартного стержня, вращающегося (с частотой 400 мин−1), прижатого к породе, при осевой нагрузке 150 Н за время испытания (10 мин).
По показателю абразивности горные породы делят на восемь классов. Показатель абразивности составляет для мрамора 400—500 мг, известняка — 800—900 мг, гранита — 1000—2000 мг, кварцита — 2100—2500 мг. Для малоабразивных пород, например, угля (абразивность до 5 мг), показатель абразивности определяют путём истирания стандартного эталона (при постоянном давлении на контакте) о измельчённую пробу материала. Наиболее абразивными являются породы, содержащие корунд, порфирит, диорит, кварц.
Абразивность горных пород влияет на эффективность бурения, резки, скалывания, черпания горных пород. Различают абразивность трения и ударную абразивность горных пород. Соответственно применяют критерии — коэффициент абразивности трения и коэффициент ударной абразивности.

## Экспериментальное оборудование и методика исследований
Для экспериментального определения относительной оценки абразивности минерального сырья применяют машину износа.
Пробы для определения абразивности отбирают и готовят с учётом того, что крупность максимального куска не должна превышать 5 мм. Подготовленная для испытаний проба 2 загружается в кольцевой жёлоб 1 машины износа. Образец исследуемого на износ материала 3 (например, футеровки) в виде трёхгранной пирамиды закрепляют на ободе тихоходного шкива 4 машины.
При работе машины образец исследуемого материала перемещается по кругу со скоростью 0,48 м/с. Продолжительность испытаний составляет 8 часов. После окончания этого срока образец исследуемого материала снимают и определяют площадь поверхности пирамиды по её геометрическим размерам. Рассчитывают износ 1 м² площади поверхности материала образца за 8 часов работы машины. Полученный результат служит оценкой абразивности минерального сырья.
Определение абразивности выполняют на двух образцах и рассчитывают среднее арифметическое, если расхождение результатов двух испытаний не превышает 1%. При большем расхождении делают третье определение, и за окончательный результат принимают среднее арифметическое двух наиболее близких результатов.